# Fontána s plastikou
Fontána s plastikou, nazývaná také Fontána s plastikou srdce z mramoru a nerezi nebo dříve nazývaná Plastika z mramoru a nerezi pro Státní ústav národního zdraví, je umělecké vodní dílo situované u hlavního vchodu do nemocnice Na Homolce v části Motol v Praze 5.

## Popis díla a jeho historie
Fontána s plastikou se nachází u ulice Roentgenova před nemocnicí Na Homolce. Hlavním autorem díla je Zbyněk Runczik a vzniklo ve spolupráci s Janou Ježkovou, Petrem Kutnarem a Janem Jarošem. Dílo pozdního socialistického realismu bylo instalované v roce 1989 a působí nadčasově. Ústředním motivem je bílé mramorové srdce částečně obklopené nerezovou ocelí v žulové kašně s fontánami.

## Galerie

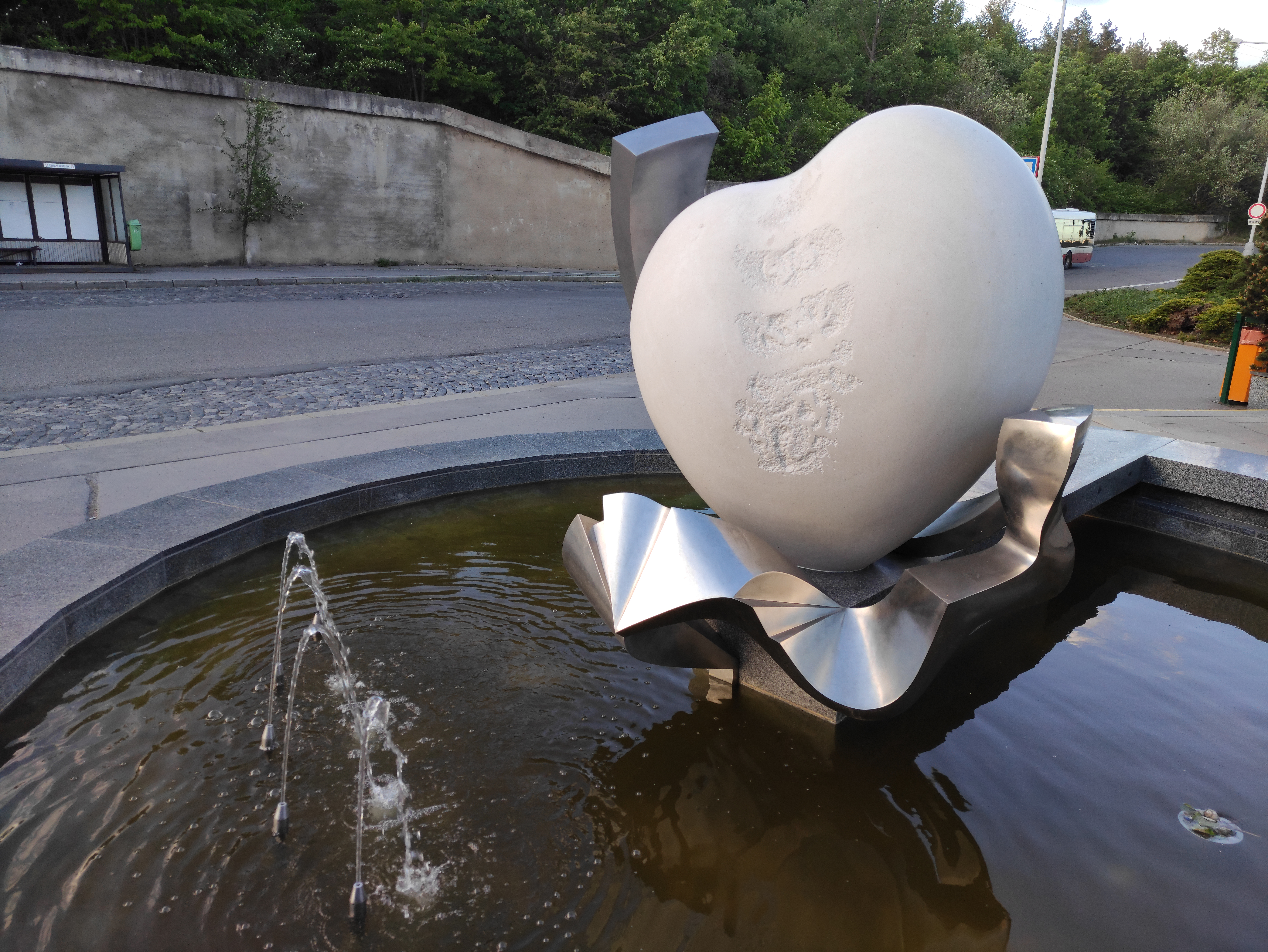
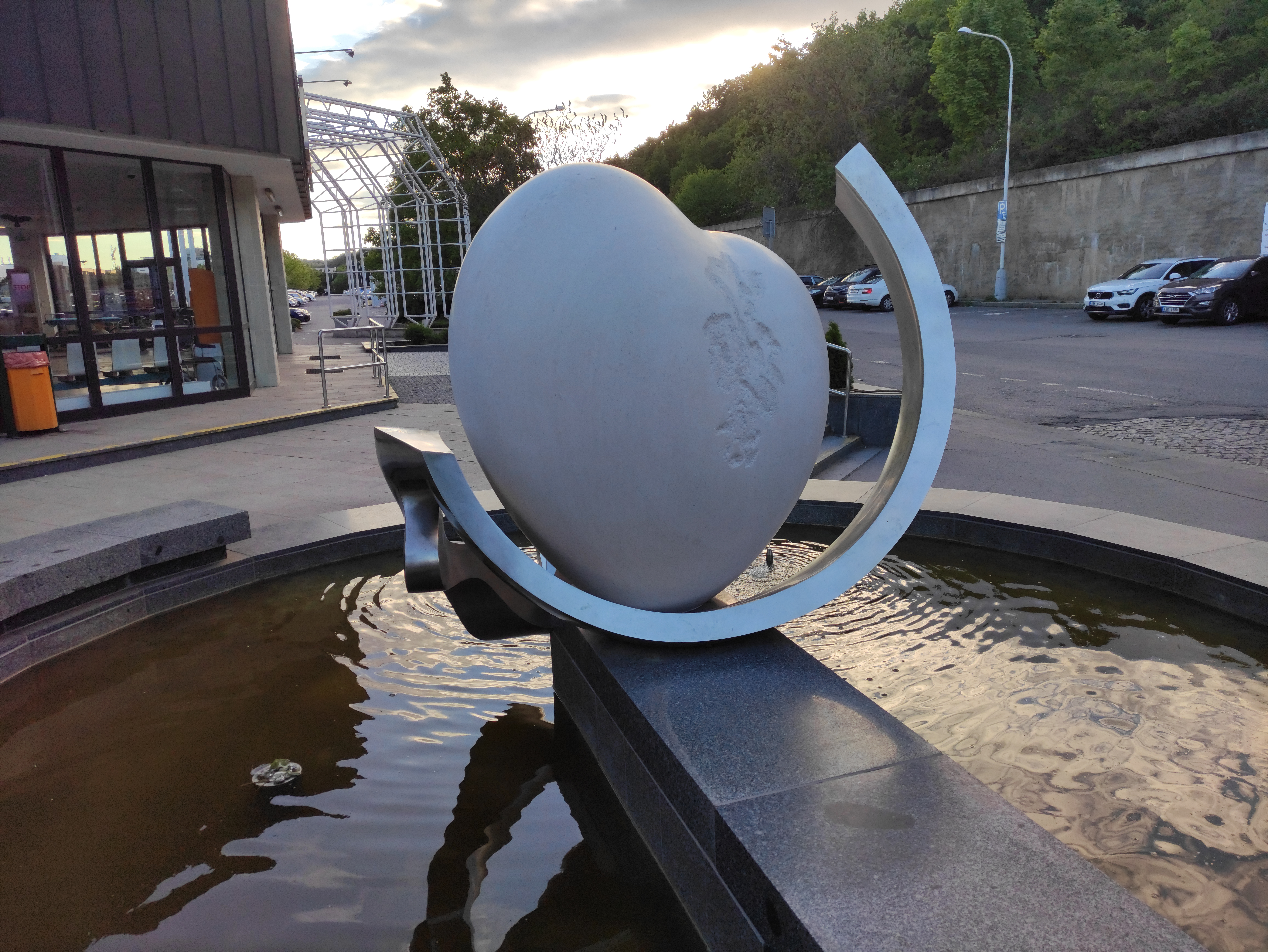
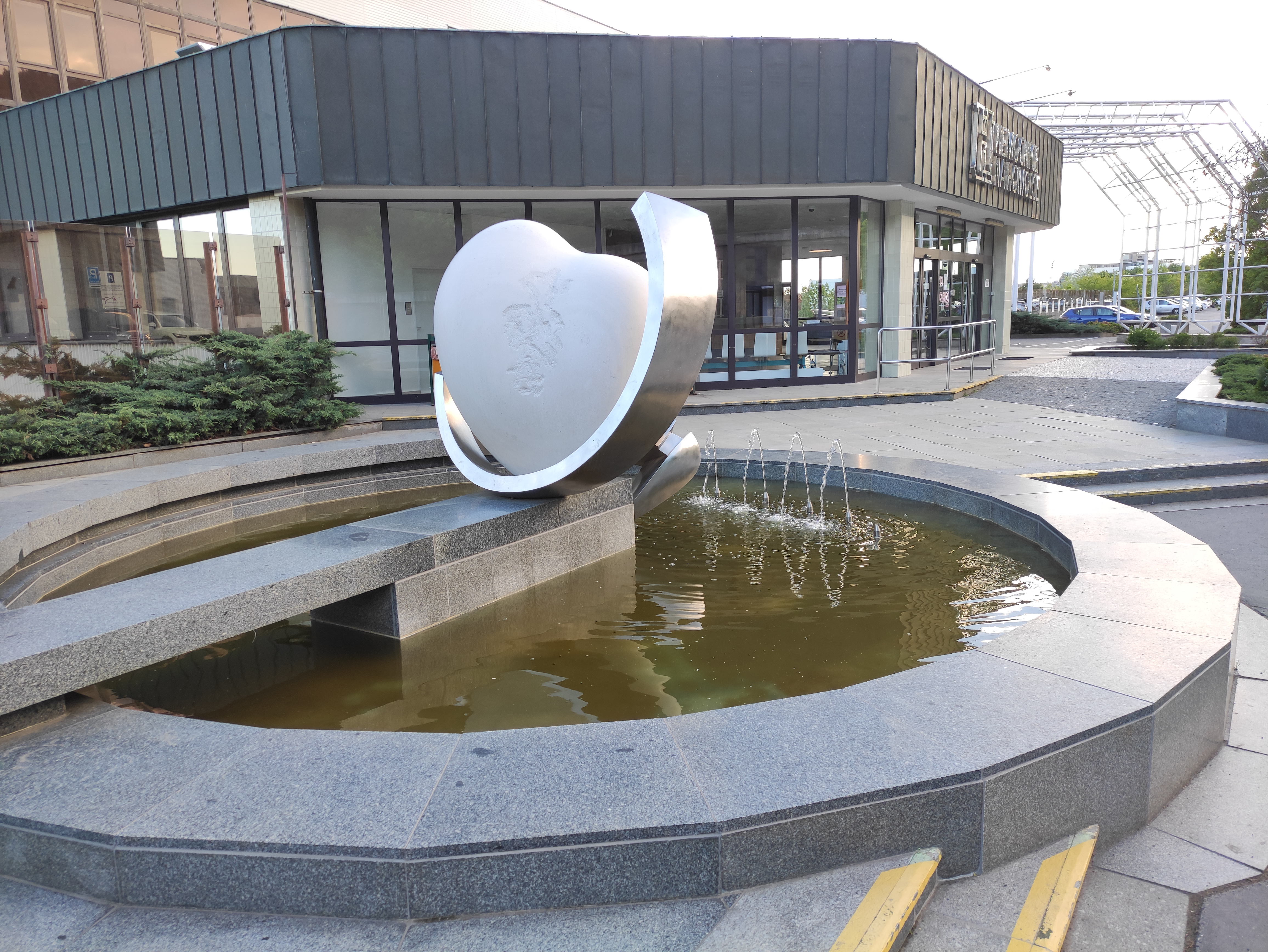